# Zwinglianismo
El zwinglianismo es una confesión reformada basada en la Segunda Confesión Helvética, promulgada por el sucesor de Ulrich Zwingli, Heinrich Bullinger, en la década de 1560.

## Doctrina
Los puntos de vista de Zwinglio sobre el bautismo eran en gran parte una respuesta a los anabaptistas, un movimiento que atacó la práctica del bautismo infantil. Defendió el bautismo de niños, describiéndolo como una señal del pacto del cristiano con Dios, tal como Dios hizo un pacto con Abraham. Desarrolló la visión simbólica de la Eucaristía, negó la doctrina católica de la transubstanciación y siguió a Cornelius Henrici Hoen. Estuvo de acuerdo en que el pan y el vino de la institución significaban y no se convirtieron literalmente en el cuerpo y la sangre de Cristo. Las diferencias de opinión de Zwinglio sobre el tema de la Eucaristía con Martín Lutero resultaron en el fracaso del coloquio de Marburgo, que tenía como objetivo lograr la unidad entre los dos líderes protestantes.
Zwinglio también creía que el estado gobernaba con sanción divina, que tanto la iglesia como el estado estaban bajo el soberano gobierno de Dios. En su doctrina, los cristianos deben obedecer al gobierno, pero se permite la desobediencia civil si las autoridades actúan en contra de la voluntad de Dios. Describió una preferencia por una aristocracia sobre el gobierno monárquico o democrático.